# Corynascidia translucida
Corynascidia translucida is een zakpijpensoort uit de familie van de Corellidae. De wetenschappelijke naam van de soort is, als Agnesiopsis translucida, voor het eerst geldig gepubliceerd in 1969 door Claude Monniot.